# آن بول
آن بول (بالإنجليزية: Anne Poole)‏ هي ممرضة بريطانية، ولدت في 11 أبريل 1934.